# Вокер (Калифорнија)
Вокер (енгл. Walker) насељено је место без административног статуса у америчкој савезној држави Калифорнија.

## Демографија
По попису из 2010. године број становника је 721.
| Група             | 2000.    | 2010.       |
| Белци             | 0 (0,0%) | 581 (80,6%) |
| Афроамериканци    | 0 (0,0%) | 3 (0,4%)    |
| Азијати           | 0 (0,0%) | 3 (0,4%)    |
| Хиспаноамериканци | 0 (0,0%) | 70 (9,7%)   |
| Укупно            | 0        | 721         |